# الجامعة التونسية للكرة الحديدية
الجامعة التونسية للكرة الحديدية (بالفرنسية: Fédération tunisienne de boules et pétanque واختصارا FTBP)‏ هي اتحاد رياضي تونسي تأسس لأول مرة في 1956 ولكن أصبح رسميا في 28 أكتوبر 1960، وهو مكلف بتنظيم مجال رياضة لعبة الكرات بأنواعها في تونس خاصة كرة حديدية منها.

الجامعة التونسية هي عضو مؤسس للجامعة الدولية للكرة الحديدية الحرة في 1958.

الجامعة التونسية للدراجات هي عضو في الاتحاد العالمي لرياضات لعبة الكرات والجامعة الدولية للكرة الحديدية الحرة والجامعة الدولية للكرة الحديدية المقيدة والكنفدرالية الأفريقية للكرة الحديدية والاتحاد العربي للكرة الحديدية والاتحاد المتوسطي للكرة الحديدية.

## منافسات
تشرف الجامعة على العديد من المنافسات منها:
- بطولة تونس للعبة الكرات
- بطولة تونس للكرة الحديدية
- كأس تونس للعبة الكرات
- كأس تونس للكرة الحديدية
- دورة مدينة تونس الدولية للعبة الكرات
- دورة المنستير الدولية للكرة الحديدية

## الرؤساء
- 1956 - 1960: علي الرايس.
- 1956 - 1960: الهادي الظريف.
- 1960 - 1983: الجيلاني الولباني.
- 1983 - 1992: المنصف الحلواني.
- 1992 - 1999: منذر عطاء الله.
- 1999 - 2006: المنصف الحلواني.
- 2006 - الآن: محمد الأسعد الضيف.

## إحصائيات
يوجد في تونس 70 ناديا للكرة الحديدية ولعبة الكرات، وأيضا 3000 لاعب مرخص لهم في هذه الرياضة. 

تملك تونس حكمين دوليين رسميين في رياضة الكرة الحديدية وهما محمد حفيظ منذ 1992 وعماد بوزريبة منذ 2004.

## مقالات ذات صلة
- لعبة الكرات
- الكرة الحديدية

## روابط خارجية
- الموقع الرسمي.